# ان هتوی
اَن جَکلین هَتِوِی (انگلیسی: Anne Jacqueline Hathaway؛ زادهٔ ۱۲ نوامبر ۱۹۸۲) بازیگر آمریکایی است. نام او در سال ۲۰۱۵ در فهرست پردرآمدترین بازیگران زن آمد. هتوی تاکنون برای هنرنمایی خود نامزد و برنده جوایز متعددی همچون جایزه اسکار، جایزه گلدن گلوب، جایزه بفتا و جایزه امی ساعات پربیننده شده‌است. فیلم‌های او تاکنون بیش از ۶ میلیارد دلار در سراسر جهان فروش داشته‌است. مجله فوربز در سال ۲۰۰۹، هتوی را در بین ۱۰۰ ستاره ثروتمند دنیا قرار داد.
هتوی دوران دبیرستان خود را در مدرسه میلبورن و در نیوجرسی پشت سر گذاشت و هم‌زمان با تحصیل، در چندین نمایش به روی صحنه رفت. در سال‌های ۱۹۹۹ تا ۲۰۰۰، هتوی نوجوان در مجموعه تلویزیونی واقعی باش ظاهر شد. نخستین نقش‌آفرینی چشمگیر هاتاوی در فیلم کمدی خانوادگی شرکت دیزنی به‌نام دفتر خاطرات شاهدخت (۲۰۰۱) اتفاق افتاد. موفقیت فیلم در گیشه باعث شد تا قسمت دوم تحت نام دفتر خاطرات شاهدخت ۲: نامزدی سلطنتی (۲۰۰۴) ساخته شود. هتوی در سال ۲۰۰۵ و با بازی در دو فیلم خرابی و کوهستان بروکبک وارد نقش‌های بزرگسالانه شد. شیطان پرادا می‌پوشد (۲۰۰۶) نقطه عطفی در کارنامه هاتاوی بود که با موفقیت تجاری و نقدهای مثبت همراه بود. بازی در نقش یک زن معتاد در فیلم ریچل ازدواج می‌کند (۲۰۰۸)، نخستین نامزدی اسکار را برای هتوی به همراه داشت. موفقیت هتوی در آثار کمدی و رمانتیک باعث شد تا با پیشنهادهای مشابه مواجه شود. جنگ عروس‌ها (۲۰۰۹)، روز والنتاین و عشق و دیگر داروها (هردو محصول ۲۰۱۰) از جمله آثاری هستند که هتوی در آن‌ها ظاهر شد.
هتوی در دوران جدید کاری خود مسیر متفاوتی را طی کرد. وی در سال ۲۰۱۲ در دو فیلم بازی کرد. نخست، قسمت آخر از سه‌گانه شوالیه تاریکی با نام شوالیه تاریکی برمی‌خیزد بود. هتوی در این فیلم در نقش سلینا کایل/زن گربه‌ای ظاهر شد. هتوی سپس در فیلم موزیکال بینوایان (۲۰۱۲) بازی کرد. این فیلم علاوه بر موفقیت در گیشه با تحسین گسترده منتقدان مواجه شد که بازی هتوی را ستایش کرده بودند. هتوی برای بازی در این فیلم تقریباً تمامی جوایز بازیگری از جمله جایزه اسکار بهترین بازیگر نقش مکمل زن و جایزه گلدن گلوب بهترین بازیگر نقش مکمل زن را به خود اختصاص داد. در سال ۲۰۱۴ و در دومین همکاری مشترک با کریستوفر نولان، هتوی در فیلم میان‌ستاره‌ای ظاهر شد که موفقیت مالی دیگری را در پرونده او ثبت کرد. بعد از مدت‌ها، هتوی با حضور در فیلم‌های کارآموز و غول‌آسا (هردو محصول ۲۰۱۵) دوباره به ژانر کمدی بازگشت که نسبت به آثار کمدی اولیه او با فروش کمتری مواجه شد. هتوی به خاطر بارداری و مسائل مربوط به آن به مدت دو سال از سینما دور بود و سپس در سال ۲۰۱۸ با فیلم هشت یار اوشن (۲۰۱۸) به پرده نقره‌ای بازگشت.
هتوی از چندین خیریه حمایت مالی می‌کند. او یکی از اعضای هیئت مدیره شبکه تئاتر لولیپاپ است. این شرکت برای کودکان مریضی که در بیمارستان‌ها بستری هستند، برنامه نمایش فیلم تدارک می‌بیند. هتوی یکی از طرفداران و چهره‌های مشهور برابری جنسیتی است. او به عنوان سفیر حسن نیت از سوی زنان سازمان ملل انتخاب شده‌است. هتوی در سال ۲۰۱۲ با یک تاجر به نام آدام شولمن ازدواج کرد. او از این ازدواج دو پسر دارد.

## کودکی و نوجوانی
اَن جَکلین هَثِوِی در تاریخ ۱۲ نوامبر ۱۹۸۲ منطقه بروکلین نیویورک به دنیا آمد. پدر او جرالد هتوی یک وکیل دادگستری و مادرش کیت مک‌کالی یک بازیگر بازنشسته است. پدر بزرگ مادرش، جو مک‌کالی یک گوینده رادیو در فیلادلفیا بود. پدر و مادر هاتاوی هردو اصالت ایرلندی دارند. هاتاوی از تبار فرانسوی، آلمانی و بریتانیایی است. ریشه فامیلی وی اما به انگلستان بازمی‌گردد. همچنین نام ان هاتاوی، مشابه همسر شکسپیر است. هاتاوی بچه وسط خانواده است و دو برادر به نام‌های مایکل و تامس دارد. زمانی که هاتاوی شش ساله بود به همراه خانواده‌اش به منطقه شورت هیلز واقع در ملبورن، نیوجرسی مهاجرت کردند و هاتاوی همان‌جا بزرگ شد.

## حرفه

### ۲۰۱۲–۲۰۱۴:بینوایانو فیلم‌هایی با کریستوفر نولان
در سال ۲۰۱۲، هتوی کتاب صوتی رمان چاپِ ۱۹۰۰ جادوگر شهر اوز اثر ال. فرانک بام را گویندگی کرد و نامزد جایزهٔ اودی برای بهترین گویندگی تکی – زن شد. او سپس نقش یک اغواگر به‌نام سلینا کایل / زن گربه‌ای (دزدی از نظر اخلاقی مبهم) را در شوالیهٔ تاریکی برمی‌خیزد ایفا کرد که آخرین قسمت در سه‌گانهٔ شوالیهٔ تاریکی اثر کریستوفر نولان بود. هتوی برای این پروژه تست بازیگری داد اما هنوز نمی‌دانست برای چه نقشی در نظر گرفته شده بود. او گفت که نقش هارلی کوئین را مد نظر داشت اما پس از یک ساعت گفتگو با نولان، از نقش خود باخبر شد. او این نقش را از لحاظ فیزیکی دشوارترین کار خود تا آن زمان توصیف کرد زیرا مجبور بود تلاش‌هایش را در باشگاه دو چندان کند تا با الزامات این نقش هم‌سطح شود. او به‌طور گسترده هنرهای رزمی را آموزش دید و در بهبود اجرایش در نقش زن گربه‌ای به هدی لامار پایبند بود. شوالیهٔ تاریکی برمی‌خیزد از نظر منتقدان موفق بود و بیش از یک میلیارد دلار در سراسر جهان فروش داشت و سومین فیلم پرفروش ۲۰۱۲ شد. جیم ویودا، منتقد آی‌جی‌ان دربارهٔ «حضور پرجذبهٔ» هتوی نوشت: «[شخصیتش] را با روحی مجروح و لبه‌ای جان به در برده تداعی می‌کند که به او احساس اصالت و همدردی می‌دهد». او برای این اجرا برندهٔ جایزهٔ ساترن بهترین بازیگر نقش مکمل زن شد.
در بینوایان اثر تام هوپر که اقتباسی سینمایی از موزیکال به همین نام بود، هتوی فانتین را به تصویر کشید: تن‌فروشی که بر اثر سل رو به مرگ است. بریده‌ای از سکانس او که ترانه فیلم، «من یک خواب دیدم»، را می‌خواند، در سینماکان ۲۰۱۲ به نمایش درآمد و هوپر در آن‌جا خوانندگی هتوی را «نخراشیده» و «اصیل» توصیف کرد. در هنگام آماده‌سازی برای این نقش، هتوی روزی کمتر از ۵۰۰ کالری مصرف می‌کرد تا ۲۵ پوند (۱۱ کیلوگرم) از وزنش را کاهش دهد، در خصوص روسپی‌گری مطالعه تحقیق کرد و موهایش را نیز کوتاه کرد. به‌منظور وفق دادن فضای ذهنی شخصیت به‌تنهایی طی مراحل تولید در لندن، او شوهرش را به ایالات متحده بازگرداند. این کار باعث شد او روز به روز بیشتر دمدمی شود. ان هورنادی در واشینگتن پست اظهار داشت: «گل سرسبد فیلمی که سرتاسر از گل‌های سرسبد تشکیل شده، متعلق به ان هتوی است که به‌عنوان قهرمان تراژیک، یعنی فانتین، یکی دیگر از اجراهای به یاد ماندنی را می‌خواند». او برندهٔ جوایز اسکار، گلدن گلوب، انجمن بازیگران فیلم و بفتای بهترین بازیگر نقش مکمل زن شد. در پاسخ به این پرسش که از بازی در این فیلم خرسند است یا خیر، هتوی شک و تردید داشت. در سال ۲۰۱۳، بازخوانی هتوی از ترانهٔ «من یک خواب دیدم» به رتبهٔ ۶۹ در جدول فروش بیلبورد هات ۱۰۰ ایالات متحده رسید.

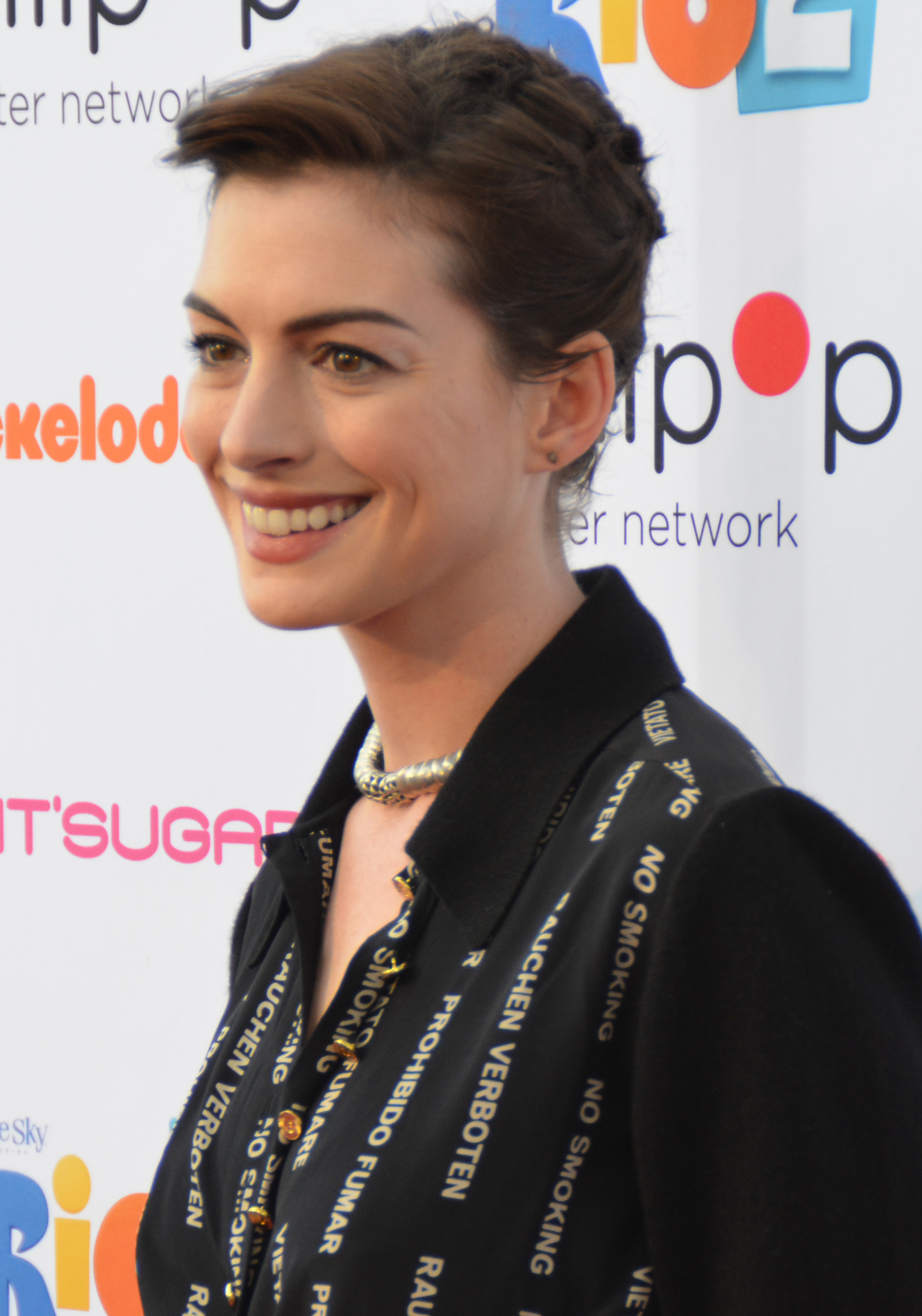
هتوی در افتتاحیهٔ ریو ۲ در ۲۰۱۴

پس از حضور کوتاه در کمدی عاشقانهٔ دان جان (۲۰۱۳)، هتوی نقش اصلی آهنگ اول را بازی کرد. او به‌همراه شوهرش و دیگران تهیه‌کنندهٔ این فیلم درام بود و در آن نقش یک دانشجوی انسان‌شناسی را بازی کرد که برای دیدن برادر مجروحش هنری (با بازی بن روزنفیلد) به خانه برمی‌گردد و به زودی رابطه‌ای عاشقانه با موسیقی‌دان مورد علاقه‌اش، جیمز فارستر (با بازی جانی فلین) آغاز می‌کند. شخصیت او نخست به‌عنوان جوان ۱۹ ساله نوشته شده بود، اما کیت بارکر-فریلند، نویسنده و کارگردان فیلم، پس از انتخاب هتوی، این نقش را به نقش زنی مسن‌تر تغییر داد. هتوی گفت که علت تصمیمش برای تهیه‌کنندگی این فیلم، به‌سبب نمایش قدرت شفابخش موسیقی و فرصتی دوباره بود. برای موسیقی متن فیلم، او قطعهٔ «ترس از ارتفاع» را اجرا کرد. آهنگ اول در سی امین جشنواره فیلم ساندنس در ژانویهٔ ۲۰۱۴ به نمایش درآمد و سال بعد در سینماها اکران شد و نقدهای ضد و نقیضی از سوی منتقدان گرفت. از نظر تجاری، این فیلم در جبران هزینهٔ صرف‌شدهٔ ۶ میلیون دلاری خود ناموفق واقع شد.
هتوی نقش جول را در فیلم پویانمایی ریو ۲ بازآفرینی کرد. این سومین فیلم او با جیمی فاکس بود و در سال ۲۰۱۴ اکران شد. این فیلم تقریباً پنج برابر بیشتر از بودجهٔ ۱۰۳ میلیون دلاری‌اش در گیشه فروش داشت. اکران لایواکشن تکی او در سال ۲۰۱۴، فیلم علمی تخیلی حماسی میان‌ستاره‌ای اثر کریستوفر نولان بود. فضای فیلم در آینده‌ای ویران‌شهری جریان دارد که در آن بشریت برای بقا در حال مبارزه است؛ این فیلم دربارهٔ گروهی از فضانوردان است که از طریق کرم‌چاله در جستجوی خانهٔ جدیدی برای بشریت هستند. هتوی نقش دانشمند ناسا، دکتر آملیا برند، را در میان دیگر فضانوردان بازی کرد. بودجهٔ این پروژهٔ خبرساز، ۱۶۵ میلیون دلار بود و متیو مک‌کانهی و جسیکا چستین از دیگر بازیگران بودند. این فیلم اکثراً با استفاده از دوربین‌های آی‌مکس فیلم‌برداری شد. هتوی مجذوب رشد شخصیت آملیا برند از شخصی متکبر به شخصی متواضع‌تر شد. او حین فیلمبرداری سکانس آب در ایسلند تا حدی دچار سرمازدگی شد، زیرا لباس شنایی که او پوشیده بود به درستی محکم بسته نشده بود. تحلیل‌گران ایندیپندنت و امپایر او را در نقش دانشمندی که قادر به تصمیم‌گیری بین وظایف شغلی و احساسات شخصی خود نیست، «تأثیرگذار» یافتند و او را مسئول آوردن «ریزه‌کاری‌های پر احساس» به این نقش دانستند. میان‌ستاره‌ای به فروش جهانی ۷۰۰ میلیون دلاری رسید، و هتوی نامزد جایزه ساترن بهترین بازیگر نقش اول زن شد.

### ۲۰۱۵–۲۰۲۱: نقش‌های کمدی و نوسان شغلی
هتوی سال ۲۰۱۵ را با حضور در نخستین فصل از برنامهٔ واقعیت‌نمای موزیکال مسابقه لب‌خوانی آغاز کرد. در این قسمت، او با هم‌بازی‌اش در شیطان پرادا می‌پوشد، یعنی امیلی بلانت به رقابت پرداخت. او ترانهٔ «عشق» اثر مری جی. بلایژ و «توپ مخرب» اثر مایلی سایرس را لب‌خوانی کرد. کارآموز اثر نانسی مایرز تنها اکران سینمایی او در سال ۲۰۱۵ بود. این فیلم به داستان بیوه‌مرد ۷۰ ساله به‌نام بن ویتاکر (با بازی رابرت دنیرو) می‌پردازد که کارآموز ارشد یک وبگاه مد آنلاین به‌ادارهٔ جولز اوستین (هتوی) می‌شود. هتوی مشتاق همکاری با دنیرو و مایرز (به‌ترتیب، بازیگر و کارگردان موردعلاقه‌اش) بود. او که تحت‌تأثیر داستان فیلم قرار گرفته بود، سومین بار برای فیلمی از مایرز تست بازیگری داد. نقدهای واردشده به فیلم عموماً مثبت بودند؛ یکی در وب‌سایت راجر ایبرت هتوی را «بسیار جذاب» پنداشت و یکی از منتقدان مجلهٔ نیویورک نوشت: «کارآموز از خوش قلبی دنیرو و انرژی دلنشین هتوی برخوردار می‌شود». این فیلم ۱۹۴ میلیون دلار در سرتاسر جهان فروخت در حالی که بودجهٔ آن ۳۵ میلیون دلار بود. فیلم گربهٔ من باش: فیلمی برای ان در ژانر ترسناک و ویدئوی پیداشده، نخستین نمایش خود را در آمریکای شمالی در جشنوارهٔ فیلم نشویل ۲۰۱۶ داشت. داستان این فیلم دربارهٔ فیلم‌ساز رومانیایی مشتاقی است که برای متقاعد کردن هتوی برای بازی در فیلمش دست به افراط شوکه‌کننده می‌زند.

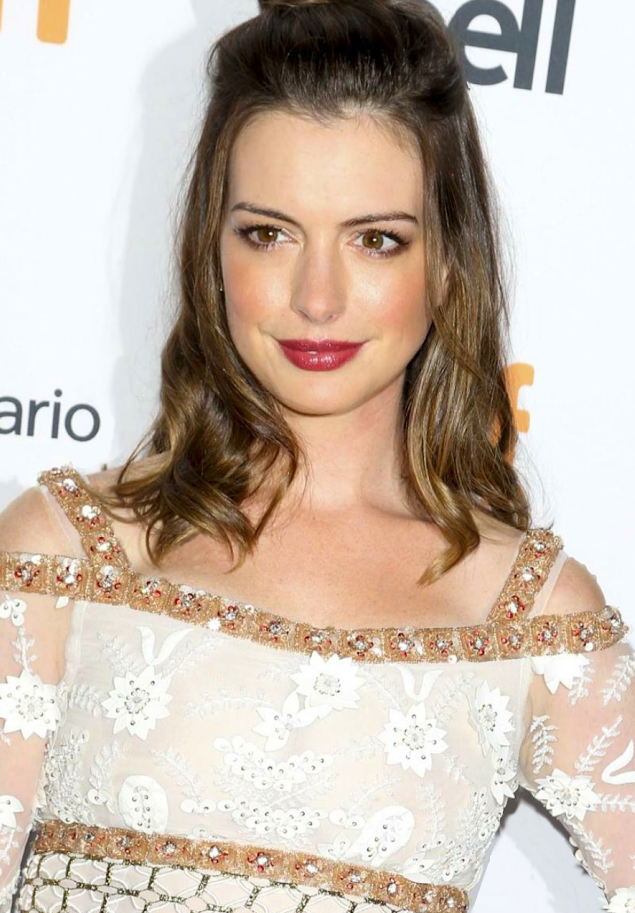
هتوی در جشنوارۀ بین‌المللی فیلم تورنتو ۲۰۱۶

هتوی در سال ۲۰۱۶ نقش ملکهٔ سفید را در آلیس در آن‌سوی آینه بازآفرینی کرد. در مارس همان سال گزارش شد او دوباره نقش خود را در دفتر خاطرات شاهدخت ۳ بازی خواهد کرد. این پروژه پس از مرگ گری مارشال که قرار بود کارگردانی فیلم را بر عهده بگیرد، کنار گذاشته شد. هتوی یکی از چند بازیگری بود که در آلبوم ۲۰۱۶ باربارا استرایسند تحت عنوان آنکور: مووی برادوی را می‌خواند حضور داشت. هتوی و استرایسند همراه با دیزی ریدلی، ترانهٔ «در باله» از موزیکال ردیف هم‌سرایان را اجرا کردند. او نقش مگی را اجرا کرد، یکی از سه رقصنده که امیدوار بودند برای حضور در نمایش پیش رو انتخاب شوند. آخرین فیلم او در آن سال، کمدی سیاه علمی تخیلی غول‌آسا (۲۰۱۶) اثر ناچو ویگالوندو بود. هتوی در مقابل جیسون سودیکیس، نقش یک نویسندهٔ جوان بیکار را ایفا کرد. در زمانی که پروژه هیچ پشتوانهٔ مالی نداشت، هتوی نخستین بازیگر زنی بود که قرارداد امضا کرد. او مجذوب ماهیت متفاوت فیلم‌نامه شد و بعدها آن را با یکی از فیلم‌های مورد علاقه‌اش، جان مالکوویچ بودن (۱۹۹۹)، مقایسه کرد. این فیلم با نقدهای مثبتی از سوی منتقدان مواجه شد، اما تنها ۴ میلیون دلار در گیشه به دست آورد.
پس از غیبتی دو ساله از سینما، هتوی نقش بازیگری مشهور را در اسپین‌آف تمام‌زنانهٔ مجموعهٔ ۱۱ یار اوشن، تحت عنوان هشت یار اوشن (۲۰۱۸) به کارگردانی گری راس بازی کرد. این فیلم با بازیگری مشترک ساندرا بولاک و کیت بلانشت، به گروهی از تبهکاران می‌پردازد که قصد سرقت از مت گالا را دارند. هتوی بازی در نقش فردی با خودشیفتگی بی‌نظیر را سرگرم‌کننده پنداشت. او امیدوار بود که این فیلم سودآور باشد تا بتواند نادرستی ادعاهایی مبنی بر اینکه فیلم‌های تحت هدایت زنان از نظر تجاری موفق نمی‌شوند را اثبات کند.  منتقدان عقیده داشتند که هتوی بیشترین توجه و تحسین را به خود جلب کرد؛ جیسون دی روسو از ای‌بی‌سی نوشت: «بهترین لحظات فیلم متعلق به هتوی به‌عنوان نوستارهٔ پر از اضطراب، خودشیفته و دمدمی‌مزاج است. او تنها ترکیب موفق کمدی و ترحم است—قربانی موقعیت ناخوشایند افراد مشهور که همچنین قادر به زرنگی بیشتری به خرج دادن است.» هشت یار اوشن در گیشه موفق بود و بیش از ۲۹۷ میلیون دلار در سراسر جهان فروش داشت در حالی که بودجهٔ ساخت آن ۷۰ میلیون دلار بود.
دو فیلم نخست هتوی در سال ۲۰۱۹— فیلم هیجان‌انگیز آرامش و کمدی فریب‌کاری—با نقدهای نامطلبوبی از سوی منتقدان مواجه شدند. در فیلم نخست، او در کنار متیو مک‌کانهی نقش زنی را بازی کرد که شوهر سابقش را مأمور کشتن شوهر بدرفتار جدیدش می‌کند. او برای این نقش موهایش را بلوند کرد. واشینگتن پست نقش‌آفرینی هتوی را «کارتون‌مانند» عنوان کرد و افزود که شخصیت شهرآشوب او تداعی‌کنندهٔ «یک نوع لایواکشن جسیکا رابیت» بود. فیلم دوم بازسازی لات‌های کثیف فاسد (۱۹۸۸) با بازی مشترک هتوی و ربل ویلسون بود که در اوایل اکران فروش بالایی نداشت اما بعداً به موفقیت رسید. هتوی در ادامه نقش زنی مبتلا به اختلال دوقطبی را در قسمتی از مجموعهٔ گلچین عاشقانهٔ آمازون پرایم ویدئو تحت عنوان عشق امروزی بازی کرد. او سپس نقش همسر شخصیتِ مارک رافلو را در درام حقوقی تاد هینز، یعنی آب‌های تیره را ایفا کرد. داستان این فیلم دربارهٔ مسمومیت‌های زیست‌محیطی انجام‌شده توسط شرکت شیمیایی دوپون بود. اوون گلیبرمن در ورایتی اجرای نقش مکمل او را «پایکوبی پرسروصدایی از رنج و وفاداری» توصیف کرد.
هتوی دههٔ جدید را با فیلم هیجان‌انگیز سیاسی آخرین چیزی که او می‌خواست (۲۰۲۰) آغاز که بر اساس کتاب به همین نام اثر جوان دیدیون بود. به عقیدهٔ هتوی، او انتخابی غیرمنتظره‌ای برای نقش روزنامه‌نگاری سرسخت بود زیرا این نقش با خصوصیات اخلاقی خودش متفاوت بود. این فیلم با نظرات منفی منتقدان مواجه شد. او سپس نقش اصلی فیلم جادوگرها به کارگردانی رابرت زمکیس را بازی کرد. این فیلم اقتباسی از رمان به همین نام بود که هتوی در آن نقش جادوگر شروری را به تصویر کشید. این فیلم نقدهای ضد و نقیضی از سوی منتقدان گرفت که آن را در مقایسه با اقتباس سال ۱۹۹۰ پایین‌رتبه می‌دانستند. نقش‌آفرینی هتوی در این دو فیلم منجر به نامزدی او برای بدترین بازیگر زد در مراسم تمشک طلایی شد. در سال ۲۰۲۱، او نقش اصلی فیلم سرقت قرنطینه به کارگردانی داگ لیمان را بازی کرد که در اچ‌بی‌او مکس پخش شد. فضای این فیلم در دوران دنیاگیری کووید-۱۹ است و چیویتل اجیوفور هم‌بازی اوست. این پروژه در مدت ۱۸ روز با منابع محدود فیلم‌برداری شد. هتوی در ادامه نقشی را در یکی از قسمت‌های مجموعهٔ گلچین آمازون پرایم ویدئو، انفرادی، به عهده گرفت.

### ۲۰۲۲–اکنون: تجدید فعالیت
هتوی مقابل جرد لتو در مینی‌سریال اپل تی‌وی پلاس تحت عنوان سقوط کردیم دربارهٔ شرکت وی‌ورک ایفای نقش کرد؛ او همچنین تهیه‌کنندهٔ اجرایی این مجموعه بود. این مجموعه نقدهای مطلوبی دریافت کرد، به گونه‌ای که اجرای هتوی در نقش ربکا نویمان مورد تحسین قرار گرفت. او در درام تاریخی نیمه‌زندگی‌نامه‌ای زمان آرماگدون نقش اصلی شخصیتی را ایفا کرد که از مادر کارگردان جیمز گری الهام گرفته شده بود. دیوید رونی در هالیوود ریپورتر آن را بهترین بازیگری هتوی از زمان ریچل ازدواج می‌کند پنداشت؛ در حالی که اوون گلیبرمن از ورایتی هتوی را بابت خلق شخصیتی «مهربان و کوته‌بین» تحسین کرد.
جشنواره فیلم ساندنس ۲۰۲۳ شاهد اکران آیلین بود؛ فیلم هیجان‌انگیزی بر اساس رمان به همین نام اثر آتوسا مشفق که هتوی و توماسین مک‌کنزی در آن ایفای نقش کرده‌اند. هتوی برای بازی در نقش روان‌شناس جانی فریبنده‌ای  انتخاب شد و این پروژه را «کارول با سگ‌های انباری ملاقات می‌کند» توصیف کرد. منتقدی در ایندی‌وایر فیلم را نوعی «جنون مشترک عجیب و غریب» نامید و عقیده داشت «هتوی در نقشی که احساس می‌شود [...] متناسب او بود، بهتر از این نمی‌شود». در جشنواره بین‌المللی فیلم برلین همان سال، کمدی عاشقانهٔ او نزد من آمد که هتوی نقش مکملی در آن داشت، به نمایش درآمد.

## واژه‌نامه
1. ↑  Millburn High School
2. ↑  Get Real
3. ↑  Lollipop Theatre Network
4. ↑  Gerald Hathaway
5. ↑  Kate McCauley
6. ↑  Joe McCauley
7. ↑  Michael
8. ↑  Thomas